# Theres Obrecht
Theres Obrecht (Lauterbrunnen, 10 gennaio 1944) è un'ex sciatrice alpina svizzera.

## Biografia
Sciatrice polivalente originaria di Mürren e sorella di Heidi, a sua volta sciatrice alpina, Theres Obrecht debuttò in campo internazionale in occasione delle SDS-Rennen 1961 (Grindelwald, 10-13 gennaio), dove si classificò 27ª nello slalom gigante, 27ª nello slalom speciale e 26ª nella combinata; l'anno dopo ai Mondiali di Chamonix 1962 (10-18 febbraio), suo esordio iridato, si piazzò 12ª nella discesa libera, 20ª nello slalom gigante, 14ª nello slalom speciale e 10ª nella combinata e nel prosieguo di quella stagione fu 3ª nella discesa libera dell'Otto Furrer Memorial (Zermatt, 16-18 marzo).
Nel 1963 si classificò 3ª nella discesa libera delle Goldschlüsselrennen (Schruns, 14-17 gennaio), nella discesa liberea dell'Otto Furrer Memorial (Zermatt, 15-17 marzo) e nello slalom speciale del Grand Prix du Savoie (Méribel, 23-24 marzo); nella successiva stagione 1963-1964 si piazzò 2ª nello slalom gigante del Critérium de la première neige (Val-d'Isère, 11-14 dicembre) e ai IX Giochi olimpici invernali di Innsbruck 1964 (29 gennaio-9 febbraio), sua unica presenza olimpica, fu 19ª nella discesa libera, 11ª nello slalom gigante, 25ª nello slalom speciale e 11ª nella combinata, disputata in sede olimpica ma valida solo ai fini dei Mondiali 1964.
Nella stagione 1964-1965 vinse lo slalom gigante del Critérium de la première neige (Val-d'Isère, 16-19 dicembre) e quello di Oberstaufen (2 gennaio); in seguito alle SDS-Rennen (Grindelwald, 5-8 gennaio) si classificò 3ª nello slalom gigante, nello slalom speciale e nella combinata, nella Coppa dei Paesi alpini (Davos, 9-15 febbraio) si piazzò 2ª nella discesa libera e 3ª nello slalom gigante, nella Harriman Cup (Sun Valley, 23-24 marzo) fu 3ª nella discesa libera e nella combinata e agli US Open (Crystal Mountain, 1-4 aprile) si classificò 2ª nella discesa libera e 3ª nello slalom gigante. L'anno dopo vinse lo slalom gigante delle SDS-Rennen (Grindelwald, 11-14 gennaio) e ai Mondiali di Portillo 1966 (5-14 agosto), suo congedo agonistico, si piazzò 11ª nella discesa libera, 7ª nello slalom gigante e non completò lo slalom speciale.

## Palmarès

### Universiadi
- 4 medaglie[1]:
  - 2 ori (discesa libera, combinata a Sestriere 1966)
  - 2 argenti (slalom gigante, slalom speciale a Sestriere 1966)

### Classiche
Critérium de la première neige
- 1 vittoria (slalom gigante a Val-d'Isère 1964)

SDS-Rennen
- 1 vittoria (slalom gigante a Grindelwald 1966)

### Campionati svizzeri
- 13 medaglie (dati parziali):
  - 11 ori (discesa libera, slalom gigante, combinata nel 1962[18]; discesa libera, slalom gigante nel 1963[19]; discesa libera, slalom gigante, combinata nel 1964[20]; slalom gigante nel 1965[senza fonte]; slalom gigante, combinata nel 1966[21])
  - 2 argenti (slalom speciale nel 1962[18]; discesa libera nel 1966[21])